# Yaşar Doğu
Yaşar Doğu (ur. w 1913 w Kavak, zm. 8 stycznia 1961 w Ankarze), turecki zapaśnik. Złoty medalista olimpijski z Londynu.
Walczył w obu stylach, w różnych kategoriach. Zawody w 1948 były jego jedynymi igrzyskami olimpijskimi, triumfował w wadze półśredniej. W stylu wolnym był złotym medalistą mistrzostw Europy w 1946 i 1949 oraz mistrzem świata w 1951. W stylu klasycznym sięgnął po złoto (1947) i brąz europejskiego czempionatu (1939).